# 定貴人
定貴人（？—1843年1月24日），孫氏，亦作孫佳氏。镶红旗满洲人。提督桂明（行八）之姐。道光帝之貴人。

## 生平
初入侍宣宗潛邸為格格。嘉慶二十五年九月初五日（1820年），格格孙氏封為定貴人。道光元年，随恬嫔居住在承乾宫。道光十一年遷居储秀宫，道光十八年二月二十五日已住在延禧宫。
道光二十二年十二月十四日，定贵人溘逝，十二月十七日，敬事房首领刘平止退定贵人下女子大妞等员吃食。定貴人在去世前已侍奉道光帝超過四十年。道光二十五年十一月初二日卯时，随同恬嫔金棺一并奉移西陵，同月初七日申时，奉安慕东陵。

## 家族
定貴人家族原隸鑲紅旗包衣，乾隆二十四年由包衣合族抬入鑲紅旗滿洲，故定貴人是以外八旗人的身份入侍道光帝潛邸。
- 天祖：孙齐或逊齐，内务府包衣，四品典仪，配奉天高氏。孙齐之女，嫁肃亲王豪格之子显亲王富綬为妾，其所生两女一嫁伊爾根覺羅氏工部尚书满笃（满都）之兄、循贵妃高祖阿爾塞（海塞），一嫁镶黄旗富察氏一等男礼部尚书阿哈尼堪之子噶爾哈圖。豪格家多人和孙氏联姻。孙齐之孙即定贵人的曾祖色恒额（塞亨额、色亨额）。明末清初因政局变动，定贵人家族先后在多尔衮、阿济格、锡翰、豪格富绶、硕塞家服侍，频繁换主，几经易旗。直至康熙年间,阿济格之孙宗室绰克託一支平反分封后，康熙命色恒额(塞亨额）入其门下服侍才稳定，于其家照顾年羹尧继妻宗室氏成人。
- 曾祖父：色恆額（亦塞亨額、色亨額），康熙年间曾是英親王阿濟格之孫輔國公綽克託府上三等護衛、包衣管領。雍正朝，年羹尧犯事后，色恒额和其主人宗室经照、普照等被革职。乾隆二十四年因子托恩多贵，合族由包衣抬入镶红旗满洲。乾隆二十六年，乾隆母孝聖憲皇后七旬生日，因子托恩多任广东巡抚贵赐二品诰命。乾隆二十八年，年已九十，特賜紫禁城騎馬。孝聖憲皇后和乾隆帝曾賞其五爪龍緞、黃貂皮十張、玉朝珠一盤、御筆福字、大小荷包等物。后赐赠一品诰命。
- 祖父：託恩多，字湛堂，曾为辅国公宗室绰克託之孙九如、璐达门下包衣，雍正朝举人。乾隆朝重臣，太子太保，議政大臣，曾任江蘇巡撫、廣東巡撫兼兩廣總督、理藩院、兵、工、禮、戶、吏部尚書、正黃旗滿洲都統、九門提督等要職。乾隆三十三年，被淑嘉皇貴妃之兄金簡參劾私買官物入己而被革職，由福隆安接替。後降任左都御史、西陵總管內務府大臣等職。托恩多曾先后接替亲王蕴著任工部尚书（托恩多姑妈孙氏为蕴著祖父显亲王富绶之妾）、接替宗室傅森任兵部尚书（硕讬之孙）、接替庄亲王允禄任正黄旗满洲都统（托恩多祖上曾入庄亲王硕塞、博果鐸家服侍）。托恩多和李侍尧、尤拔世、一等公兆惠、宗室永璥、允祿等关系好。
- 叔祖：佐领郭尔吉（亦国勒吉、果尔吉）、拜唐阿郭仁阿（亦果仁阿）、护军珠尔汉（亦朱尔翰或珠尔翰）。
- 父：拜唐阿、侍卫岳兴阿，为两江总督萨载连襟。萨载和友李奉翰曾为托恩多属下。
- 哥哥：护军校六十一。
- 弟弟：桂明（亦名六十七），字镜泉，琦善、僧格林沁部下，嘉庆年间任护军校，嘉庆二十三年升乾清宫三等侍卫。道光初升乾清宫二等侍卫、皇长子奕纬弓箭谙达、公中佐领。道光三年外放山东参将，后随武隆阿出师新疆平叛张格尔叛乱收复喀什噶尔立功，升广州副将、四川建昌镇总兵署四川提督。道光二十二年第一次鸦片战争防堵英军有功，升从一品湖北提督。道光二十五年，湖北提督任上进京陛见，二十六年病辞回旗。咸丰初任新疆提督署乌鲁木齐都统、陕西提督,镇压太平天国四路大军统帅之一,克复山东临清州。后因山东军营起火，派往湖北堵击太平军，因被曾国藩节制取代，遂托病辞官。桂齡（名六十八），字鑑堂，乃琦善、胜保、僧格林沁部下。嘉庆年间和兄弟任护军校，道光初任蓝翎侍卫，道光二十三年升乾清宫头等侍卫，二十五年外放四川夔州副将。二十七年升甘肃肃州总兵、署甘肅提督、进京陛见。咸丰初，任喀什噶爾幫辦領隊大臣銜總兵等職，參與平定新疆和卓之亂、欽賜佛爾國春巴圖魯封號，后和兄桂明鎮壓太平天國運動，先后在天津、河北、山东等地阻击太平军北伐，克服山东临清州授提督衔，咸丰五年和兄同时辞官。
- 侄子：工部屯田司主事达桑阿、蓝翎侍卫达春。